# Planetni sestav
Planetni sestav oz. planetarni sistem je sestavljen iz različnih ne zvezdnih teles, ki krožijo okrog zvezde. Mednje spadajo planeti, naravni sateliti, asteroidi, kometi in medzvezdni prah. Sonce skupaj s planetarnim sistemom, v katerem je tudi Zemlja, tvori Osončje.
Splošno sprejeto je dejstvo, da planetarni sistem nastane v istem procesu kot zvezda. Zgodnje teorije so vsebovale možnost, da je bila za nastanek planetarnega sistema potrebna še ena zvezda, ki se je tako približala matični zvezdi, da je iz nje potegnila snov, iz katere so pozneje nastali planeti. Ker pa je tak dogodek po zdajšnjih prepričanjih zelo malo verjeten je teorija padla v vodo. Sedaj sprejeta teorija narekuje, da se je protoplanetni disk formiral z gravitacijskim kolapsom molekularnega oblaka in se kasneje razvil v planetarni sistem. Za to so bili potrebni številni trki novonastalih teles in njihova vse večja gravitacija.